# Navotas
Navotas – miasto na Filipinach w Regionie Stołecznym, na wyspie Luzon. W 2010 roku liczyło 249 131 mieszkańców.
W mieście rozwinął się przemysł rybny.